# Centre Ernst-Ruska
Le Centre de microscopie et spectroscopie électroniques Ernst-Ruska (ER-C) est un institut situé sur le Centre de recherche de Juliers appartenant à l'Association Helmholtz des centres de recherche allemands. Il comprend trois divisions : ER-C-1 « Physique des systèmes nanométriques », ER-C-2 « Science et technologie des matériaux » et ER-C-3 « Biologie structurale ».
Dans le cadre d'une plate-forme de compétences régie conjointement par le centre de recherche de Juliers et l'Université RWTH d'Aix-la-Chapelle, l'ER-C dirige une plateforme d'utilisateurs nationale et internationale qui donne accès à des instruments, des méthodes et une expertise de pointe aux universités, aux instituts de recherche et à l'industrie.
Les objectifs principaux de l'ER-C sont la recherche fondamentale en microscopie électronique, en particulier le développement de méthodes et l'application de la microscopie électronique en transmission à haute résolution (HRTEM) et la microscopie électronique en transmission à balayage (STEM) en physique, chimie et biologie.

## Histoire
En tant que plateforme de compétences, l'ER-C a été fondée le 27 janvier 2004 par un contrat signé par le président du centre de recherche de Juliers Joachim Treusch et le recteur de l'université RWTH d'Aix-la-Chapelle Burkhard Rauhut. Il a été inauguré le 18 mai 2006 en présence de membres de la famille d'Ernst Ruska, ainsi que de représentants de la communauté internationale de la microscopie électronique. Le 1er janvier 2017, l'ER-C a obtenu le statut d'institut scientifique indépendant au sein du centre de recherche de Juliers. L'ER-C se développe actuellement en suivant la feuille de route des infrastructures de recherche du ministère fédéral allemand de l'éducation et de la recherche (BMBF) sous la désignation ER-C 2.0. L'ER-C incite également les entreprises travaillant sur des nouveaux matériaux et des nouvelles technologies à s'installer dans la zone minière rhénane, contribuant ainsi au développement d'une région de compétence pour les matériaux innovants.

## Ressources instrumentales

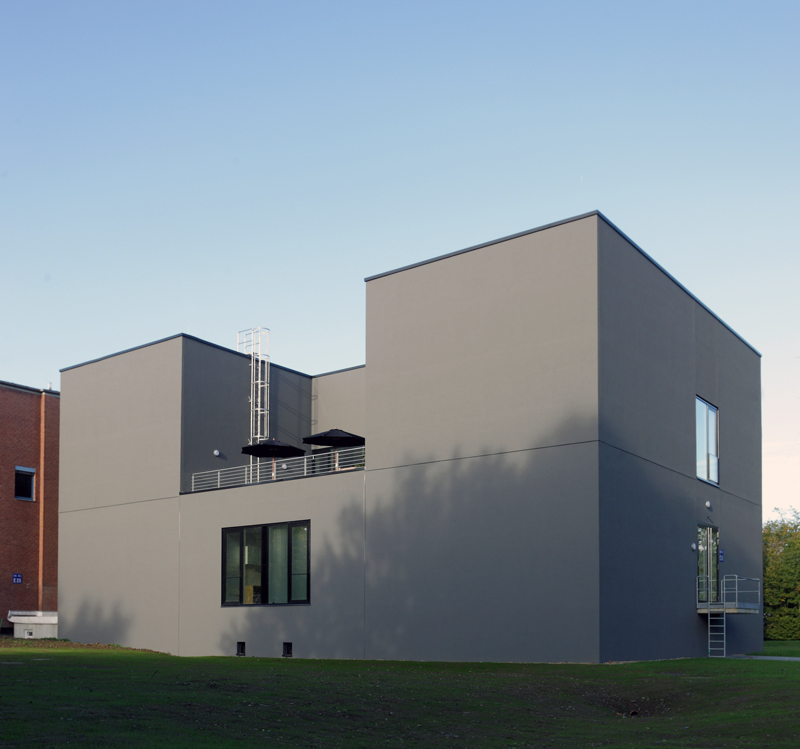
Laboratoire annexe de l'ER-C inauguré le 29 septembre 2011 abritant le microscope PICO ainsi que quatre autres microscopes électroniques.

L'ER-C développe de nouvelles méthodes et technologies dans le domaine de la microscopie électronique, en particulier les techniques à haute résolution pour étudier des matériaux à l'état solide, des matériaux mous et des systèmes biologiques. L'ER-C abrite des microscopes électroniques conventionnels et des microscopes à la pointe de la technologie, allant des microscopes électroniques à balayage standards aux instruments hautement spécialisés équipés de correcteurs d'aberrations qui permettent une imagerie et une spectroscopie avec une résolution inférieure à 1 Å. Certains microscopes permettent également d'effectuer des mesures quantitatives de champs électromagnétiques en utilisant des techniques de contraste de phase telles que l'holographie électronique et la STEM quatre-dimensionnelle. L'ER-C exploite actuellement sept instruments équipés de correcteurs d'aberration.
Le 29 février 2012, l'ER-C a inauguré le premier microscope électronique en transmission équipé d'un correcteur d'aberrations chromatiques en Europe, dénommé « PICO » et capable de résoudre les colonnes atomiques avec une résolution spatiale de 50 picomètres et une précision approchant 1 picomètre. Il est également équipé d'un monochromateur, d'un biprisme à électrons, d'un spectromètre de perte d'énergie des électrons et d'un détecteur permettant le comptage direct des électrons.
Des mesures in situ et quantitatives du champ électromagnétique peuvent être effectuées à l'aide d'un microscope électronique à transmission équipé d'un correcteur d'aberration sphérique, d'une lentille objectif avec un grand écartement entre les pièces polaires (11 mm), d'un système à double biprismes et d'un détecteur de comptage direct des électrons. Le même microscope est utilisé pour des développements instrumentaux tels que le transfert d'échantillons sous ultra-vide, l'illumination laser, l'aimantation in situ et les expériences à basse température.
Récemment, la cryo-microscopie électronique (cryo-EM) est devenue partie intégrante du Centre Ernst-Ruska avec des cryo-microscopes de pointe : 300 kV Titan Krios G4 (opérationnel à l'été 2021) et 200 kV Talos Arctica équipé d'un détecteur Gatan Bioquantum K3.

## Programmes de recherche

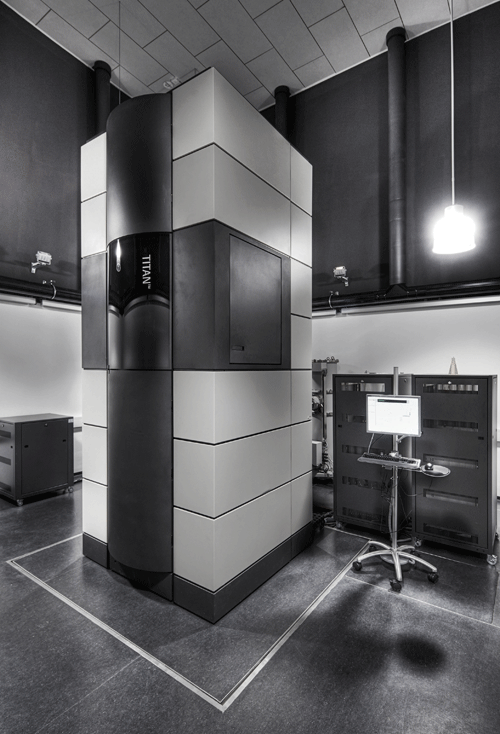
Le FEI Titan 50-300 PICO est un (S)TEM équipé de correcteurs d'aberrations sphériques et chromatiques, d'un monochromateur, de deux biprismes à électrons et d'un détecteur d'électrons direct après un filtre en énergie post-colonne. Il permet une résolution spatiale inférieure à 50 pm dans les modes TEM et STEM.

Les trois divisions scientifiques de l'ER-C se concentrent sur des thèmes de recherche spécifiques :
1. ERC-1[10] (physique et chimie de l'état solide) se concentre sur les céramiques et les oxydes nanoélectroniques, les matériaux pour l'informatique verte, la cartographie de champs électromagnétiques, l'optique électronique et le développement de méthodes, les alliages métalliques et la croissance cristalline, la catalyse, la nanofabrication et la détection quantique, la microscopie et la spectroscopie à effet tunnel et la microscopie électronique en transmission à balayage résolue en quantité de mouvement.
2. L'ERC-2[11] (science des matériaux) se concentre sur les membranes pour la séparation de gaz, les matériaux pour les batteries, les mémoires non volatiles et les aciers haute performance.
3. L'ERC-3[12] (biologie structurale) se concentre sur la cryomicroscopie électronique (cryo-EM) pour l'étude de particules et de membranes biologiques impliquées dans des processus tels que l'autophagie et l'endocytose.

Les installations sont accessibles aux utilisateurs externes via le bureau des utilisateurs de l'ER-C.